# Nijel Amos
Nijel Carlos Amilfitano Amos (* 15. března 1994 Marobela) je botswanský atlet, specialista na běh na 800 metrů.
Na mistrovství světa v atletice do 17 let 2011 skončil pátý, vyhrál mistrovství světa juniorů v atletice 2012. Na olympiádě 2012 skončil druhý za Davidem Rudishou a získal tak první olympijskou medaili v historii Botswany. Jeho finálový čas 1:41,73 je platným juniorským světovým rekordem a devátým nejlepším výkonem všech dob. V roce 2013 vyhrál Univerziádu, v roce 2014 zaběhl v Monaku nejlepší čas sezóny 1:42,45. Vyhrál Hry Commonwealthu 2014, Kontinentální pohár v atletice 2014, Diamantovou ligu 2014 a 2015, Mistrovství Afriky v atletice 2014 (kde byl také členem vítězné štafety 4×400 m) a 2016 a Africké hry 2015. Na mistrovství světa v atletice 2015 vypadl v semifinále. Na olympijských hrách 2016 byl vlajkonošem botswanské výpravy, na 800 m vypadl již v rozběhu, se čtvrtkařskou štafetou skončil na pátém místě. Na mistrovství světa v atletice 2017 obsadil ve finále osmistovky páté místo.
Mistrem Afriky v běhu na 800 metrů se stal také v letech 2016 a 2018.
V červenci 2022 byl Nijel Amos dočasně suspendován za doping, několik dní před zahájením mistrovství světa v Eugene ve Spojených státech. Nijel Amos měl pozitivní test na metabolický modulátor..